# رسوم طلابية
الرسوم الطلابية هي عبارة عن رسوم مستحقة عن الطلاب في مدرسة، وهي إضافية على الرسوم الدراسية ورسوم امتحان القبول المعتادة. وقد يتم فرض هذه الرسوم مقابل الأنشطة الطلابية العامة أو لدعم الإعلام الطلابي والجماعات الطلابية الأخرى أو الأكاديميين المشتركين بين الكليات أو الرياضات الجماعية أو كوسيلة لتعويض العجز في التمويل الحكومي في جامعة عامة (عادةً ما تسمى رسوم التكنولوجيا). وقد يتم فرض رسوم أخرى على الطلاب، مثل رسوم التأمين والرسوم الصحية (مثل الممرضة المدرسية) والرسوم الاختيارية مثل تلك المفروضة على انتظار السيارات.

## دستورية رسوم الأنشطة في الولايات المتحدة
لقد تم الفصل في الولايات المتحدة في دستورية رسوم الأنشطة الطلابية الإلزامية عدة مرات بواسطة المحكمة العليا للولايات المتحدة. ومؤخرًا، أصدرت المحكمة قرارًا بأن الجامعات العامة قد تتمكن من دعم الخطاب في الحرم الجامعي عن طريق رسوم الأنشطة الطلابية الإلزامية، طالما سيتم تخصيص الرسوم لمجموعات ذات آراء محايدة. انظر مجلس أمناء جامعة ويسكونسن سيستم ضد ساوث ورث.

### حالات الرسوم الطلابية الأخرى
- روزنبرجر ضد جامعة فيرجينيا، 515 الولايات المتحدة 819 (1995)